# 伊藤晴夫
伊藤 晴夫（いとう はるお、1943年11月9日 -  ）は、日本の経営者。富士電機ホールディングス社長、会長を務めた。

## 来歴・人物
東京都出身。1968年に早稲田大学理工学部を卒業し、同年に富士電機に入社。1998年に取締役に就任し、2000年に常務、2002年4月に専務を経て、2006年6月に社長に就任。2010年3月に取締役相談役に就任。